# تفجيرات إندونيسيا عشية عيد الميلاد 2000
تفجيرات إندونيسيا عشية عيد الميلاد في عشية عيد الميلاد عام 2000، وقعت سلسلة من الانفجارات في إندونيسيا، والتي كانت جزءًا من هجوم واسع النطاق شنته القاعدة والجماعة الإسلامية. وشمل الهجوم سلسلة من التفجيرات المنسقة للكنائس في جاكرتا وثماني مدن أخرى أسفرت عن مقتل 18 شخصًا وإصابة كثيرين آخرين.

## مواقع التفجيرات
فيما يلي تفاصيل التفجيرات:
- جاكرتا: تم استهداف خمس كنائس كاثوليكية وبروتستانتية، بما في ذلك الكنيسة الكاثوليكية الرومانية، مما أسفر عن مقتل ثلاثة أشخاص على الأقل.
- بيكانبارو: مقتل أربعة من ضباط الشرطة أثناء محاولتهم نزع سلاح قنبلة، توفي مدني أيضا.
- ميدان: انفجارات تضرب الكنائس
- باندونغ: انفجار في موقع الإنتاج، توفي صانع قنبلة.
- جزيرة باتام: إصابة ثلاث قنابل بجروح 22.
- موجوكيرتو: ثلاث كنائس قصفت، والحصيلة ميت واحد.[5][6]
- ماتارام: قصفت ثلاث كنائس.
- سوكابومي: التفجيرات تقتل ثلاثة أشخاص.

## الاعتقالات
تم اعتقال اثنين من المشتبه بهم بعد التفجيرات. تقول الشرطة الإندونيسية إنها عثرت على وثائق تورط حنبلي في التفجيرات. تمت محاكمة أبو بكر باعشير بتهمة التورط في التفجيرات عام 2003، لكن لم يتم إدانته، وأدين فيما بعد بالتورط في تفجير بالي عام 2002.

## في الثقافة الشعبية
أشارت الفرقة التقدمية الإندونيسية كيكال إلى التفجيرات باعتبارها مصدر إلهام لأغنية لها المناهضة للإرهاب "Mean Attraction"، والتي ظهرت في ألبومها الكامل الثالث The Painful Experience.